# Ото II фон Берг
Ото II фон Берг (на немски: Otto II von Berg; † 17 март 1220) от швабския графски род фон Берг в Берг-Шелклинген, е 24. епископ на Фрайзинг (1184 – 1220).

## Произход и духовна кариера
Той е син на граф Диполд II фон Берг-Шелклинген († 1160/1165/1166) и съпругата му Гизела фон Андекс († сл. 1150), дъщеря на граф Бертхолд II фон Андекс († 1151) и първата му съпруга София фон Истрия († 1132), дъщеря на маркграф Попо II от Истрия. Брат е на граф Улрих I († 1209), Хайнрих, епископ на Пасау (1169 – 1171) и Вюрцбург (1191 – 1197), Диполд, епископ на Пасау (1172 – 1190), и на Манеголд, епископ на Пасау (1206 – 1215). Роднина е на Ото VI фон Андекс († 1196), епископ на Бамберг, и на граф Бертхолд I фон Хенеберг († 1312), епископ на Вюрцбург (1267 – 1274) и Майнц (1307 – 1312).
Ото първо е домхер в катедралата в Магдебург. През 1198 г. той първо е на страната на Филип Швабски от династията Хоенщауфен, но по-късно е в свитата на Ото IV от династията Велфи. През 1215 г. Ото фон Фрайзинг чества Фридрих II.
Ото е автор на немския превод от латински на легендата „Барлаам и Йозафат“.

## Произведение
- Der Laubacher Barlaam: eine Dichtung des Bischofs Otto II. von Freising (1184 – 1220), von Adolf Perdisch. Tübingen: Litterarischer Verein in Stuttgart, 1913. urn:nbn:de:hbz:061:1-13311